# Yosypivka (Raión de Ovidiopol)
Yosypivka  (ucraniano: Йосипівка, alemán:Josephstal/Josefstal) es una localidad del Raión de Ovidiopol en el Óblast de Odesa de Ucrania. Según el censo de 2001, tiene una población de 1429 habitantes.